# Sipodotus wallacii
Sipodotus wallacii е вид птица от семейство Maluridae, единствен представител на род Sipodotus.

## Разпространение
Видът е разпространен в Индонезия и Папуа Нова Гвинея.